# Grande provincia ignea Mackenzie

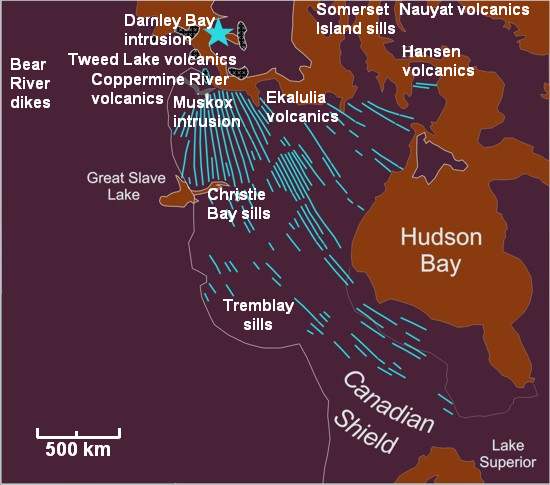
Mappa della Grande provincia ignea Mackenzie e dei suoi principali aspetti geologici. La stelletta azzurra indica il punto focale dell'attività magmatica risalente a 1.270 milioni di anni fa.

La Grande provincia ignea Mackenzie è una grande provincia ignea mesoproterozoica situata lungo il margine sudoccidentale, occidentale e nordoccidentale dello Scudo canadese in Canada.
Essa consiste di un insieme di rocce magmatiche che si sono formate nel corso di un importante evento magmatico che è iniziato circa 1.270 milioni di anni fa. La grande provincia ignea si estende dalle zone artiche del Nunavut fino quasi alla regione dei Grandi Laghi nell'Ontario nordoccidentale, dove si unisce al più piccolo sciame di dicchi Matachewan. La Grande provincia ignea Mackenzie include anche la vasta zona di intrusioni mafiche stratificate dell'Intrusione Muskox, la sequenza di colate basaltiche del Gruppo del Coppermine River e lo sciame di dicchi Mackenzie, che ha un andamento nordoccidentale.  
La Mackenzie è una grande provincia ignea di dimensioni estremamente vaste e costituita da rocce ignee messe in posto in un periodo di tempo relativamente breve dal punto di vista geologico. Le rocce ignee si sono formate con processi non associati alla normale tettonica delle placche e all'espansione del fondale oceanico. Si tratta di una delle grandi province magmatiche diffuse nel paesaggio canadese, con superfici e volumi di migliaia di chilometri. È tra le maggiori province magmatiche del Proterozoico con un rilievo di colate basaltiche tra i meglio conservati sulla Terra. Le rocce hanno in generale composizione femica e comprendono basalto e gabbro.
Le dimensioni della Grande provincia ignea Mackenzie sono molto maggiori di quelle tipiche per questa tipologia di province. La classificazione standard per le grandi province ignee richiede un minimo di 100.000 km², mentre lo sciame di dicchi Mackenzie copre un'area di almeno 2.700.000 km², rendendola più estesa del Plateau di Ontong Java, situato nel settore sudoccidentale dell'Oceano Pacifico, o dello stato dell'Alaska.

## Origine
Come altre grandi province ignee, anche la Mackenzie trae la sua origine da un pennacchio del mantello, cioè una zona di risalita di rocce estremamente calde provenienti dal mantello terrestre. Quando la testata del pennacchio Mackenzie incontrò la litosfera terrestre, si sparpagliò e la roccia si fuse producendo grandi volumi di magma basaltico. Questo diede luogo alla formazione di una zona vulcanica stazionaria a ovest dell'Isola Victoria dove si verificò una estesa attività vulcanica nota come Punto caldo Mackenzie. Le evidenze della formazione di questo punto caldo includono il grande sciame di dicchi Mackenzie, con la sua configurazione a ventaglio, adiacente all'intrusione Muskox.
Si ritiene che il punto caldo Mackenzie abbia avuto dimensioni di circa 1000 km di diametro. Il calcolo è basato sull'analisi del tessuto magmatico nello sciame di dicchi Mackenzie, che mostra che il flusso magmatico fu soltanto verticale in prossimità del centro del pennacchio e solamente suborizzontale lontano dal pennacchio.